# ShadowHawk
ShadowHawk é uma história em quadrinhos de um anti-herói justiceiro, criada por Jim Valentino.
A sua primeira divulgação foi na revista Malibu Sun em maio de 1992. Sua estreia na Image Comics foi na segunda edição da série Youngblood de Rob Liefeld.
Originalmente, o nome "Shadowhawk" deveria ser usado pelo personagem da Marvel Comics Starhawk, já que ele possuía poderes obscuros, mas Tom DeFalco convenceu Valentino a usar o nome para o novo personagem.
Paul Johnstone era um advogado de caráter nada íntegro que após se tornar refém em um assalto fora infectado com o vírus HIV (sic)!! Abalado com sua atual condição passa a reavaliar seus valores morais e se torna uma espécie de vigilante mascarado a zelar pelo bem comum.
O interessante na saga desse personagem é que Johnstone vai a óbito justamente devido a Aids!Houve um recente lançamento do heroí pelo criador Jim Valentino: agora Eddie Collins,recém chegado a Nova York,tem em suas mãos o elmo mágico que lhe dá poderes oriundos de entidade xamânicas e habilidade para comunicação com outras reencarnações do herói!